# Xylophrurus nubilipennis
Xylophrurus nubilipennis är en stekelart som först beskrevs av Cresson 1864.  Xylophrurus nubilipennis ingår i släktet Xylophrurus och familjen brokparasitsteklar.

## Underarter
Arten delas in i följande underarter:
- X. n. abdominalis
- X. n. luctuosus